# Camphin-en-Carembault
Camphin-en-Carembault is een gemeente in het Franse Noorderdepartement (Frans: département du Nord) (regio Hauts-de-France). De plaats maakt deel uit van het arrondissement Rijsel. De gemeente ligt in de Carembault. Camphin-en-Carembault telde op 1 januari 2022 1.725 inwoners.

## Geografie
De oppervlakte van Camphin-en-Carembault bedroeg op 1 januari 2022 7,39 vierkante kilometer; de bevolkingsdichtheid was toen 233,4 inwoners per km².

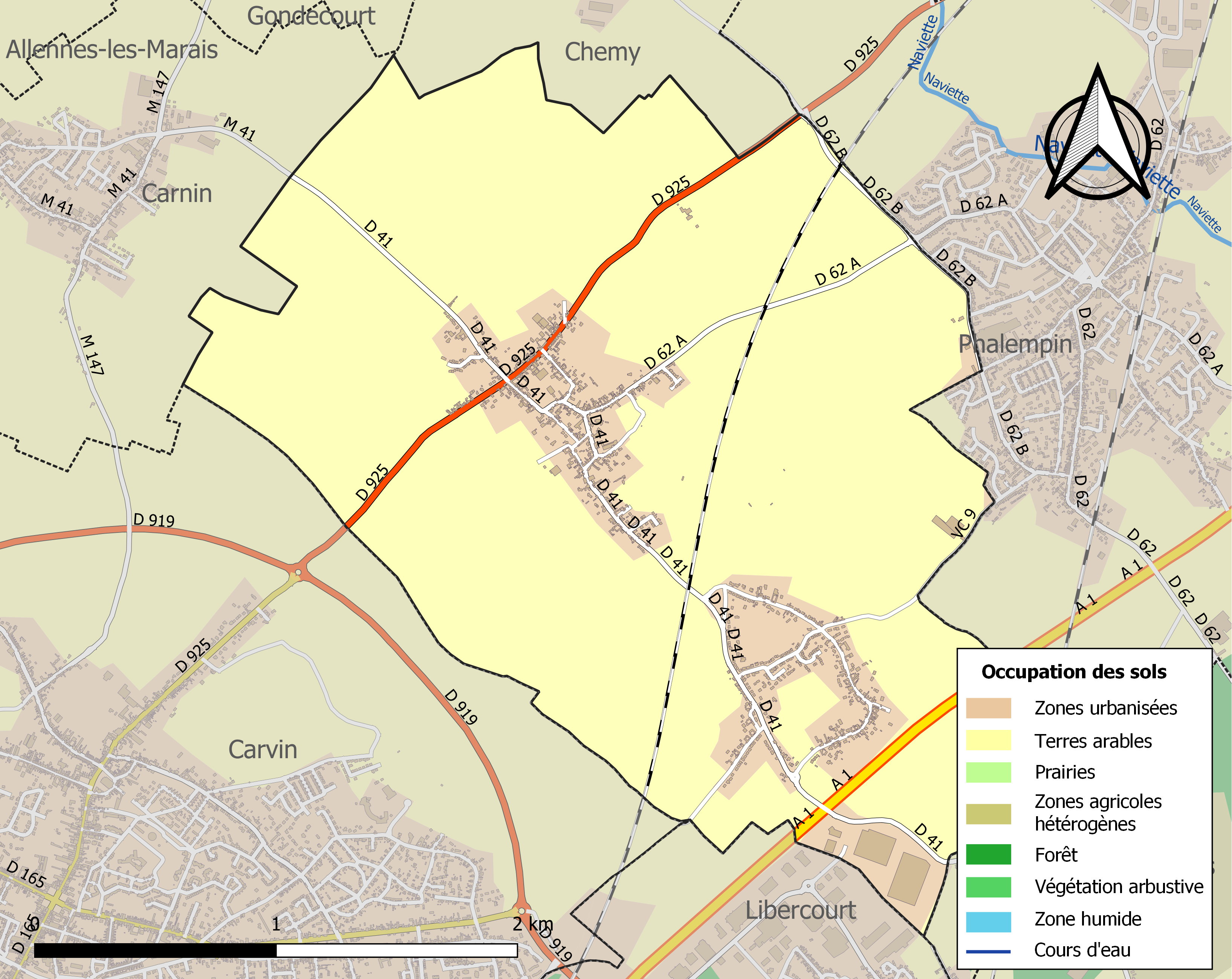
Kaart van de gemeente met belangrijkste infrastructuur, bodemgebruik en omliggende gemeenten

## Demografie
Onderstaande figuur toont het verloop van het inwonertal (bron: INSEE-tellingen).